# Du ciment sous les plaines
Du ciment sous les plaines è il terzo album in studio del gruppo rock francese Noir Désir, pubblicato nel 1991.

## Tracce
1. No no no – 3:27
2. En route pour la joie – 3:05
3. Charlie – 3:57
4. Tu m'donnes le mal – 3:57
5. Si rien ne bouge – 5:15
6. The Holy economic war – 3:03
7. Tout l'or – 4:13
8. La chanson de la main – 3:42
9. Pictures of Yourself – 3:13
10. Les oriflammes – 3:27
11. Elle va où elle veut – 3:30
12. Le zen émoi – 3:25
13. The chameleon – 5:13
14. Hoo Doo – 0:43